# Шитиков, Евгений Петрович
Евгений Петрович Шитиков (1933—1995) — советский художник, скульптор, график, живописец, реставратор и антиквар.

## Биография
Родился 18 февраля 1933 года в посёлке Снегири Московской области.
С 1948 по 1953 год учился в Московском художественно-промышленном училище им. М. И. Калинина.
В 1954 году поступил в Строгановское училище на факультет монументально-декоративной скульптуры, закончив в 1959 году. Этот год и стал началом творческой карьеры художника.
С 1966 года член Союза художников СССР.
В 1968—1980 член правления МОСХ.

## Творческий путь
В 1959 году художник начинает активную творческую работу в разных жанрах. Путешествовал по Советскому Союзу; с успехом практиковал фотографию, снимая как на обычную плёнку 35 мм, так и на среднеформатную.
В 1964 году совершил творческую командировку на атомном ледоколе «Ленин» по Северному ледовитому океану; сделал серию фотографических работ, посвящённых Камчатке.
С 1965 года Шитиков активно начал работать в области графики, с помощью своего друга Виктора Пензина. Со временем интерес к графике перешёл в интерес к лубку; вместе с Пензиным организовал «Банду Лубочников».
Дружит с художником Эдди Давидовичем Мосиэвым (1.10.1937, Испания, с 1939 г. в России. — 28.3.2012, Москва). Работал вместе с ним в родном доме Шитикова в Снегирях. Пробует себя в стихах и в прозе.
В 1982 году написал былину «Как Святогор свой меч добывал».
В 1983 году написал монументальную живописную работу «Святогор».
В 1967 году начал собирать коллекцию антиквариата. Его интересы крайне обширны: открытки, мебель, иконы, ювелирные изделия. Шитиков посещал мастерские реставраторов, центр Грабаря, интересовался реставрацией старины.
В 1968 году познакомился с Савелием Ямщиковым, работавшим в отделе реставрации иконописи при Всероссийском реставрационном центре. Под впечатлением от фильма А. Тарковского «Андрей Рублёв», консультантом которого являлся С. Ямщиков, создал серию набросков об иконописце.